# Jordan Botaka
Jordan Botaka (Kinshasa, 24 juni 1993) is een Nederlands betaald voetballer van Congolese afkomst die als aanvaller speelt. In mei 2020 verruilde hij STVV voor KAA Gent.

## Biografie

### Jeugd
Botaka werd geboren in Kinshasa, als zoon van Congolese ouders. Als baby belandde hij in een Nederlands asielcentrum. Hij speelde in Nederland bij de jeugdopleidingen van RKVV Westlandia en ADO Den Haag. Nadat zijn ouders verhuisden naar Antwerpen speelde hij in België in de jeugdopleidingen van RSC Anderlecht, KSK Beveren en KSC Lokeren voor hij in 2010 bij Club Brugge terechtkwam.

### Club Brugge en verhuur aan Belenenses
Op 23 januari 2012 tekende Botaka, ondanks stages bij Newcastle United en Lille OSC en interesse van Blackburn Rovers en Queens Park Rangers, een contract voor 2,5 jaar bij Club Brugge. Botaka zou echter nooit zijn debuut maken voor Club Brugge. In december 2012 leek hij op huurbasis over te stappen naar STVV, maar uiteindelijk kwamen de clubs niet tot overeenstemming. Een maand later werd hij uitgeleend aan CF Os Belenenses, dat uitkwam in de Segunda Liga en waar Mitchell van der Gaag trainer was. De club bedong ook een optie tot koop. Door een administratieve fout, kon Botaka echter geen officiële wedstrijden spelen voor de club. Toen de optie tot koop na de verhuurperiode niet gelicht werd, keerde hij terug naar Club Brugge, waar hij overbodig werd verklaard.

### Excelsior
In juni 2013 werd Botaka door Club Brugge aangeboden aan Feyenoord, waarmee de club een samenwerkingsverband had. Technisch manager van de Rotterdammers Martin van Geel regelde voor Botaka een proefperiode bij Excelsior, waarmee de Rotterdamse club weer hecht samenwerkte. Aanvankelijk vroeg Club Brugge, tegen de afspraken in, nog een transfersom voor de speler, maar uiteindelijk lieten ze Botaka transfervrij vertrekken. Op 26 juli tekende hij een eenjarig contract bij de Rotterdamse club, met een optie voor nog een seizoen. Die optie werd in maart 2014 door Excelsior gelicht, waardoor Botaka nog tot de zomer van 2015 vastlag bij de Rotterdammers, waarmee hij in mei 2014 naar de Eredivisie promoveerde.

### Leeds United en Charlton Athletic
Botaka tekende in september 2015 een contract tot medio 2017 bij Leeds United, de nummer vijftien van de Championship in het voorgaande seizoen. In het seizoen 2016/17 werd hij verhuurd aan Charlton Athletic dat uitkwam in de League One.

### STVV
In juni 2017 haalde STVV de 24-jarige Botaka transfervrij binnen. Na een goed eerste seizoen als flankaanvaller werd Botaka in de zomer van 2018 door de nieuwe trainer Marc Brys omgeschoold tot rechtsachter, al werd hij tijdens het seizoen 2018/19 ook vaak uitgespeeld als rechtermiddenvelder. Botaka werd in de zomer van 2018 ook aangesteld als aanvoerder. In augustus 2019 brak STVV het contract van zijn aanvoerder open.

### KAA Gent
Na drie seizoenen bij STVV maakte Botaka in mei 2020 de overstap naar KAA Gent, waar hij een contract voor vier seizoenen ondertekende. In januari 2021 werd Botaka verhuurd aan Royal Charleroi Sporting Club.

## Clubstatistieken
| Seizoen | Club                | Land               | Competitie         | Competitie | Competitie | Beker | Beker | Internationaal | Internationaal | Totaal | Totaal |
| Seizoen | Club                | Land               | Competitie         | Wed.       | Dlp.       | Wed.  | Dlp.  | Wed.           | Dlp.           | Wed.   | Dlp.   |
| ------- | ------------------- | ------------------ | ------------------ | ---------- | ---------- | ----- | ----- | -------------- | -------------- | ------ | ------ |
| 2012/13 | Club Brugge         | Vlag van België    | Jupiler Pro League | 0          | 0          | 0     | 0     | 0              | 0              | 0      | 0      |
| 2012/13 | → CF Os Belenenses  | Vlag van Portugal  | Primeira Liga      | 0          | 0          | 0     | 0     | —              | —              | 0      | 0      |
| 2013/14 | Excelsior           | Vlag van Nederland | Eerste divisie     | 39         | 10         | 3     | 0     | —              | —              | 42     | 10     |
| 2014/15 | Excelsior           | Vlag van Nederland | Eredivisie         | 33         | 1          | 5     | 1     | —              | —              | 38     | 2      |
| 2015/16 | Excelsior           | Vlag van Nederland | Eredivisie         | 4          | 0          | 0     | 0     | —              | —              | 4      | 0      |
| 2015/16 | Leeds United        | Vlag van Engeland  | Championship       | 13         | 0          | 1     | 0     | —              | —              | 14     | 0      |
| 2016/17 | → Charlton Athletic | Vlag van Engeland  | League One         | 26         | 2          | 3     | 0     | —              | —              | 29     | 2      |
| 2017/18 | Sint-Truiden        | Vlag van België    | Jupiler Pro League | 35         | 4          | 2     | 1     | —              | —              | 37     | 5      |
| 2018/19 | Sint-Truiden        | Vlag van België    | Jupiler Pro League | 40         | 9          | 3     | 0     | —              | —              | 43     | 7      |
| 2019/20 | Sint-Truiden        | Vlag van België    | Jupiler Pro League | 28         | 3          | 2     | 1     | —              | —              | 30     | 4      |
| 2020/21 | KAA Gent            | Vlag van België    | Jupiler Pro League | 8          | 0          | 0     | 0     | 7              | 0              | 15     | 0      |
| 2020/21 | →Sporting Charleroi | Vlag van België    | Jupiler Pro League | 10         | 0          | 1     | 0     | 0              | 0              | 11     | 0      |
| 2021/22 | KAA Gent            | Vlag van België    | Jupiler Pro League | 0          | 0          | 0     | 0     | 0              | 0              | 0      | 0      |
| Totaal  | Totaal              | Totaal             | Totaal             | 236        | 29         | 20    | 3     | 7              | 0              | 263    | 30     |

## Interlandcarrière
Botaka is in bezit van een dubbele nationaliteit, waardoor hij zowel voor het Nederlands voetbalelftal als het Congolees voetbalelftal mag uitkomen. In augustus 2011 werd hij, door bondscoach Wim van Zwam voor het eerst geselecteerd voor het Nederlands voetbalelftal onder 19, waar hij inmiddels 3 interlands voor gespeeld heeft.
In 2015 werd hij opgeroepen voor het voetbalelftal van Congo-Kinshasa. Hij maakte hiervoor zijn debuut in een vriendschappelijk tweeluik tegen Iran.